# 松平千秋
松平 千秋（まつだいら ちあき、男性、1915年9月13日 - 2006年6月21日）は、日本の古代ギリシア文学者・西洋古典学者。多数のギリシア文学原典訳を行った。学位は、文学博士（京都大学・1962年）(学位論文「イーリアス第二歌の研究」）。京都大学名誉教授。

## 来歴・人物
1915年、岐阜県生まれ。静岡県立静岡中学校、旧制静岡高等学校を経て、1938年、京都帝国大学文学部文学科言語学専攻卒業。1941年、同大学大学院を修了、同大講師。1947年から助教授。1958年、京都大学教授。1962年、「イーリアス第二歌の研究」で京都大学より文学博士の学位を取得。1979年、停年退官、名誉教授。その後も光華女子大学や京都産業大学で教鞭を執った。日本西洋古典学会委員長（第4代：1973-1986年）を務めた。
田中美知太郎の信頼が厚く、ギリシア語・ラテン語教科書を出版している。また、ギリシア語作品の巧みな訳でも知られ、エウリピデスやホメロス、ヘロドトスの翻訳は高く評価された。岩波文庫版のホメロス『イリアス』『オデュッセイア』の各新訳・改訳を行い、旧版の呉茂一訳から松平訳に切り替えられた。

## 受賞・栄典
- 1975年：ギリシア政府からフェニックス十字勲章を授与された[1]。
- 1986年：クセノポン『アナバシス』の翻訳により第37回読売文学賞を受賞[1]。
- 1988年：勲二等旭日重光章受章[1]。

## 著書
- 『ホメロスとヘロドトス－ギリシア文学論考』（筑摩書房 1985年）

### 共著
- 『ギリシア語文法』田中美知太郎（創元社 1950年、岩波書店（改訂版）1968年）
- 『ギリシア語入門』田中美知太郎（岩波書店〈岩波全書〉1951年、改訂版1962年、新装版2012年）
- 『新ラテン文法』国原吉之助（南江堂 1968年、東洋出版（改訂版）1992年）
- 『ラテン語読本 Latine Legamus』国原吉之助（南江堂 1970年）
- 「第三章 エウリーピデースについて」- 『ギリシア悲劇全集 別巻』（岩波書店 1992年）。編集委員

### 翻訳
- 「エペソス物語」「ハプロコメースとアンテイアの恋」クセノポン （大翠書院 1948年）
　（世界文学全集16：河出書房 1952年、世界文学大系64：筑摩書房 1961年）
- 「ヒッポリュトス」エウリーピデース （世界文学全集1：河出書房 1952年）
　（岩波文庫 1959年、ちくま文庫版『ギリシア悲劇』全4巻、1986年）ほか
- 「トロイアの女」「バッコスの信女」 エウリピデス （世界文学大系2：筑摩書房 1959年）
　（筑摩世界文学大系4：筑摩書房 1972年／ちくま文庫版『ギリシア悲劇』）ほか
- 「騎士」アリストパネス （ギリシア喜劇全集1：人文書院 1961年）
　（世界古典文学全集12：筑摩書房 1964年／ちくま文庫版『ギリシア喜劇』全2巻、1986年）
- 「エレクトラ」ソポクレス（「ギリシア劇集」田中美知太郎編、新潮社 1963年）
　（世界古典文学全集8：筑摩書房、1964年／ちくま文庫版『ギリシア悲劇』）ほか
- 「アンドロマケ」エウリピデス（世界古典文学全集9：筑摩書房 1965年／ちくま文庫版『ギリシア悲劇』）ほか
- ヘロドトス『歴史』（世界古典文学全集10：筑摩書房 1967年／岩波文庫 全3巻 1971-72年、改版2006年、ワイド版2008年）- 電子書籍で再刊
  - 抜粋版『世界の名著 ヘロドトス、トゥキュディデス』中央公論社
- 「アンティゴネ」ソポクレス／「綱曳き」プラウトゥス （「世界文学全集2」講談社 1978年）
- ホメロス『オデュッセイア』（「世界文学全集1」講談社 1982年／岩波文庫 全2巻 1994年、ワイド版2001年）- 電子書籍で再刊
- クセノポン『アナバシス』（筑摩書房 1985年／岩波文庫 1993年）
- ヘシオドス『仕事と日』（岩波文庫 1986年）
- ロンゴス『ダフニスとクロエ』（岩波文庫 1987年）
  - 単行版（岩波書店 2005年）- マルク・シャガールによる挿画リトグラフ全42点を収録
- 『ギリシア奇談集』アイリアノス（中務哲郎共訳、岩波文庫 1989年）
- 「アルケースティス」エウリーピデース（「ギリシア悲劇全集5」岩波書店 1990年）
- 「イオーン」エウリーピデース（「ギリシア悲劇全集7」岩波書店 1991年）
- ホメロス『イリアス』（岩波文庫 全2巻 1992年、ワイド版2004年）- 電子書籍で再刊

## 論文
- 松平千秋「イーリアス第二歌の研究」京都大学 京都大学 文学博士, 報告番号不明、1962年、NAID 500000317354。
- 松平千秋「イソップ伝について」『ビブリア 天理図書館報』第9号、天理大学出版部、1957年10月、2-6頁、ISSN 00060860、NAID 40003269797。
- 松平千秋「古代ギリシア及びローマにおける女性の言語についての覚書」『京都産業大学国際言語科学研究所所報』第3巻第2号、京都産業大学、1982年3月、76-81頁、ISSN 03891739、NAID 110000161690。
- 松平千秋「田中秀央先生と日本の西洋古典学」『古代文化』第38巻第8号、古代学協会、1986年、40-45頁、ISSN 00459232、NAID 110000448360。
- 松平千秋「西洋古典学と私」『京都産業大学国際言語科学研究所所報』第7巻第2号、京都産業大学、1986年3月、5-18頁、ISSN 03891739、NAID 110000161735。